# Жук Андрій Ількович
Андрі́й Іл́ькович) Жук (1 липня 1880, Вовчок, Полтавська губернія — 3 вересня 1968, Відень) — український політичний діяч, дипломат і публіцист, кооператор, історик революційного руху та суспільно-політичної думки, геополітик

## Біографія
Походив із родини козаків. Закінчивши 3-річну парафіяльну школу, подальшу освіту здобув самотужки.
Від 1898 канцелярист Лубенської повітової земської управи. Був членом місцевого українського гуртка, яким керував Микола Порш (в 1900–1901 роках цей гурток став первинною організацією Революційної української партії). З 1901 почав друкуватися, перша публікація з'явилася в «Літературно-науковому вістнику». Того ж року одержав посаду в статистичному бюро Полтавської губернії, яким керував Олександр Русов. Незабаром переїхав до Білопілля, де за протекцією Володимира Леонтовича працював урядовцем на залізничній станції. В 1901–1902 роках як неблагонадійний був взятий до війська, восени 1902 у зв'язку з хворобою комісований. Переїхав до Харкова 1903 року, намагався створити гурток РУП серед співробітників залізниці. Поширював нелегальну літературу на станції Люботин, був заарештований, у жовтні 1904 року потрапив під амністію й вийшов із харківської в'язниці. 
Від 1905 — один з лідерів Української соціал-демократичної робітничої партії, член ЦК УСДРП, співробітник друкованих партійних органів «Селянин», «Гасло» й інших. В подіях революції 1905–1907 брав участь як сільськогосподарський агітатор разом із Дмитром Антоновичем. 1906 року вдруге заарештований і ув'язнений до київської Лук'янівської тюрми.
1907 — разом із членами ЦК Української соціал-демократичної робітничої партії Володимиром Винниченком і Володимиром Степанківським вийшов із тюрми під грошову заставу родини Юркевичів. Невдовзі всі троє 28 вересня 1907 року прибули до Кам'янця-Подільського, там переночували, а наступного дня перейшли на річці Збруч австро-російський кордон.
Поділяв погляди тієї частини рупівців, які вирішення національного питання пов'язували зі здійсненням соціальних перетворень. З 1906 року – член ЦК УСДРП, підтримав політичну лінію Миколи Порша, який намагався не розривати стосунків УСДРП з Російською соціал-демократичною робітничою партією.
Виїхавши за кордон, Андрій Жук мешкав у Львові, працюючи у РСУК. Займався публіцистичною діяльністю, співпрацював з газетами соціал-демократичного («Земля і Воля», «Праця») і націонал-демократичного («Діло», «Рада») напряму, редагував журнали «Економіст» і «Самопоміч».
Від 1909 почав підтримувати «ревізіоністичну» течію в УСДРП, ініціював загальнопартійну дискусію про висунення національного питання на чільне місце в програмі й пошуки союзників у таборі націонал-демократії, за що зрештою був виключений з партії 1911 року разом зі своїми прихильниками В. Дорошенком, В. Степанківським та О. Назаріївом. 1912 — заснував Український інформаційний комітет, на основі якого з початком Першої світової війни був утворений Союз визволення України.
У серпні 1914 переїхав до Відня. 1914–1918 — один із засновників і чільних членів Союзу Визволення України, Головної Української Ради (1914—1915), Загальної Української Ради (1915—1916, від Наддніпрянської України), Боєвої управи УСС (1915—1920). Деякий час допомагав редагувати ілюстрований український інформаційний місячник французькою мовою, орган СВУ — «La Revue Ukrainienne».
Перебував на дипломатичній службі в посольстві Української Держави, згодом УНР у Відні та радник МЗС УНР. Був одним з співробітників Симона Петлюри. Не сприйняв позиції Головного Отамана стосовно підписаної у відповідь на листопадовий договір УГА з Денікіним (2 грудня 1919) дипломатичною місією УНР у Варшаві на чолі з А.Лівицьким декларації щодо західних кордонів країни з польським урядом, вважаючи її помилкою. Працював деякий час в екзилі референтом диктатора ЗО УНР Євгена Петрушевича.
Після 1923 перейшов на комунофільські позиції, сподіваючись на побудову самостійної України націонал-комуністами. З 1930 відійшов від активної політики, жив у Львові, керував статистичним бюро Ревізійного союзу українських кооперативів, редагував часописи «Хортиця» і «Крайова Кооперація». Після початку  Другої світової війни й радянської окупації Львова відбув до Відня.
Останні роки життя присвятив дослідженню історії українського революційного руху початку XX ст., зокрема РУП. Чимало його ненадрукованих праць про суспільно-політичне життя на Лубенщині, нариси складають його особистий архівний фонд, що зберігається в Канадському національному архіві в Оттаві.
Автор численних статей з суспільно-політичних і економічних проблем.

## Вшанування пам'яті
У місті Лубни є вулиця Андрія Жука та тупик Андрія Жука.

## Твори
- Статистика українських бурс в Галичині. Львів, 1911.
- Українська кооперація в Галичині. Київ-Львів, 1913.
- Die russische Ukraina — Flachenraum, Gebietseinteilung und Bevölkerungspolitik. Wien, 1914 (італійське перевидання — L'Ukraina russa. Roma, 1914).
- Рятункова акція для Великої України. Львів, 1933
- Українська кооперація в Польщі. Львів, 1934

Публікації
- До історії української політичної думки перед війною // Визволення. — Відень-Прага. — 1923. — Ч. 1–2.
- Братство тарасівців (Організація українського національного активізму 90-х рр. минулого століття // "Український вісник", 1943, № 15(114)
- Революційна українська партія // "Український вісник". № 24/25(123/124)
- Автобіографії ерупістів. Василь Сімович // "Вільна Україна", 1954, Ч. 3
- Український революційний рух на Донщині в 1904–1905 рр. // "Вільна Україна", 1954, Ч. 3
- Моя журналістська діяльність. I. На Наддніпрянській Україні, до еміграції (1901–1907) // "Український самостійник", 1960, № 7–8
- Автобіографія Дмитра Антоновича // "Сучасність", 1961, № 1
- Лубенська конституція української держави. // "Сучасність", 1961, № 11
- Пам'яті Миколи Порша (1877–1944). "Сучасність", 1962, № 1(13)
- Автобіографії ерупістів. Аркадій Кучерявенко (1876–1937) // "Вільна Україна", 1962, Ч. 35–36
- Михайло Русов і його батьки (Роля родини Русових в українському громадському житті). // "Вільна Україна", 1963, № 6(30), 9(33), 10(34)
- Жук А. Як дійшло до заснування Союзу визволення України (Спомини у 20-ліття «Союзу») // Молода нація. — 2002. — № 3. — С. 135—150.
- Андрій Жук Проф. М. Грушевський і Союз визволення України в роках Першої світової війни // Молода нація. — 2002. — № 3. — С. 111—134.